# Курганинський район
Курганинський район (рос. Курганинский район) — адміністративне утворення Краснодарського краю. Був заснований в 1924 році. Адміністративний центр району — місто Курганинськ.
На заході район межує з Кошехабльським і Шовгеновським районами Адигеї, на північному заході з Усть-Лабинським районом, на півночі з Тбіліським і Гулькевицьким районами, на сході з Новокубанським районом, на півдні з Лабінським районом Краснодарського краю.

## Адміністративний поділ
Територія Курганинського району складається з:
- 1 міське поселення
  - Курганинск Курганінське — центр місто Курганинськ
- 9 сільських поселень
  - Безводне — центр селище Степной
  - Воздвиженське — центр станиця Воздвиженська
  - Костантинівське — центр станиця Костантинівська
  - Михайлівське — центр станиця Михайлівська
  - Новоолексіївське — центр станиця Новоолексіївська
  - Октябрське — центр селище Октябрське
  - Петропавловське — центр станиця Петропавлівська
  - Родниковське — центр станиця Родниковська
  - Теміргоївське — центр станиця Теміргоївська

Всього на території району розташовано 31 населений пункт.